# Banco Central de Sri Lanka
El Banco Central de Sri Lanka (por sus siglas en inglés CBSL) (en cingalés: බැංකුව ලංකා මහ බැංකුව Sri Lanka Maha Bænkuwa) es la autoridad monetaria de Sri Lanka y la principal institución en el sector financiero del país. Establecida en 1950 en virtud de la Ley Monetaria n.º 58 de 1949 (MLA), es un organismo semiautónomo de propiedad estatal, y siguiendo las enmiendas al MLA en diciembre de 2002, está gobernada por una Junta Monetaria de cinco miembros, que comprende al Gobernador como presidente, el secretario del Ministerio de Finanzas y Planificación, y tres miembros designados por el presidente de Sri Lanka, por recomendación del Ministro de Finanzas, con el consentimiento del Consejo Constitucional. 

## Historia
El Banco Central de Sri Lanka se estableció en 1950, dos años después de su independencia. El gobernador fundador del Banco Central de Sri Lanka fue John Exter, mientras que el ministro de finanzas en ese momento era J. R. Jayewardene. Bajo el antiguo nombre de Banco Central de Ceilán, reemplazó a la Junta de Divisas que hasta entonces había sido responsable de emitir el dinero del país. Es miembro de la Asian Clearing Union. 
El banco es responsable de implementar la política monetaria del país y también tiene amplios poderes de supervisión sobre el sistema financiero. 
El banco participa en el desarrollo de políticas para promover inclusión financiera y es miembro de la Alianza para la Inclusión Financiera (AFI).
Con miras a alentar y promover el desarrollo de los recursos productivos de Sri Lanka, el CBSL es responsable de asegurar sus objetivos centrales de estabilidad económica y de precios y estabilidad del sistema financiero. El CBSL también es responsable de la emisión y gestión de divisas. Además, el CBSL es el asesor en asuntos económicos, así como el banquero del Gobierno de Sri Lanka (GOSL). En nombre de GOSL, la CBSL, como su agente, es responsable de cuatro funciones de la agencia de: administración del Fondo de Previsión de los Empleados; gestión de la deuda pública de Sri Lanka; administración de las disposiciones de la Ley de Control de Cambios; y administración de esquemas de crédito para el desarrollo regional financiados por el extranjero y el gobierno. 

## Estructura organizacional
El Gobernador del CBSL funciona como su director ejecutivo. El gobernador, dos vicegobernadores y varios gobernadores adjuntos, junto con los jefes de departamentos, forman la alta gerencia del CBSL. Funcionalmente, el CBSL actualmente consta de 27 departamentos, cada uno encabezado por un director (o equivalente), que se reporta al gobernador o al gobernador adjunto a través de un gobernador auxiliar, con la excepción del Departamento de Auditoría de Gestión, que reporta directamente al gobernador. 

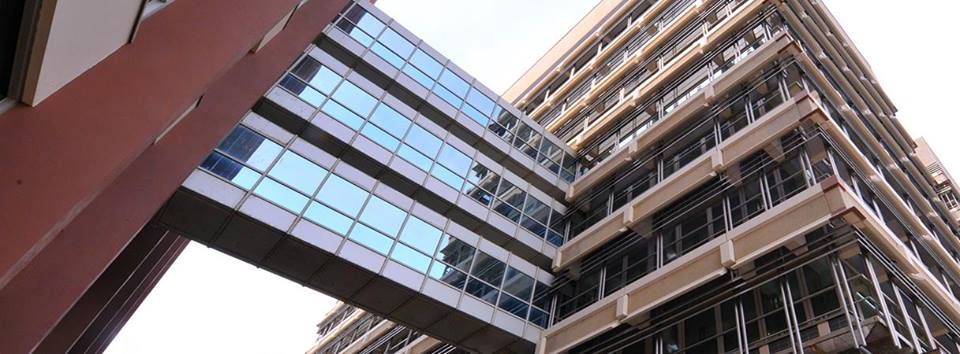
Edificio del Banco Central de Sri Lanka

Los Departamentos de Investigación Económica y Supervisión Bancaria se establecieron explícitamente bajo la legislación original que establece el CBSL, con ciertas funciones estatutarias. El Departamento de Investigación Económica debe recopilar datos y realizar investigaciones económicas para la orientación de la Junta Monetaria y para la información del público, mientras que el Departamento de Supervisión Bancaria debe participar en la regulación y supervisión continuas de todas las instituciones bancarias en Sri Lanka. 
Los actuales miembros de la Junta Monetaria del Banco Central de Sri Lanka son 
1. Indrajit Coomaraswamy - Presidente (Gobernador)
2. RHS Samaratunga - Miembro de oficio (Secretario del Ministerio de Finanzas y Planificación)
3. Manohari Ramanathan - Miembro Designado
4. RA Jayatissa - Miembro designado
5. CPR Perera - Miembro Designado

## Gobernadores
| #  | Gobernador             | Inicio                  | Final                   | Nombrado por             |
| -- | ---------------------- | ----------------------- | ----------------------- | ------------------------ |
| 1  | John Exter             | 28 de agosto de 1950    | 30 de junio de 1953     | D. S. Senanayake         |
| 2  | N. U. Jayawardena      | 1 de julio de 1953      | 13 de octubre de 1954   | Dudley Senanayake        |
| 3  | Arthur Ranasinghe      | 14 de octubre de 1954   | 30 de junio de 1959     | John Kotelawala          |
| 4  | D. W. Rajapatirana     | 1 de julio de 1959      | 30 de agosto de 1967    | S. W. R. D. Bandaranaike |
| 5  | W. Tennekoon           | 31 de agosto de 1967    | 31 de mayo de 1971      | Dudley Senanayake        |
| 6  | Herbert E. Tennekoon   | 1 de julio de 1971      | 22 de enero de 1979     | Sirimavo Bandaranaike    |
| 7  | Warnasena Rasaputra    | 15 de febrero de 1979   | 18 de noviembre de 1988 | J. R. Jayewardene        |
| 8  | Neville Karunatilake   | 19 de noviembre de 1988 | 30 de junio de 1992     | J. R. Jayewardene        |
| 9  | H. B. Dissanayaka      | 1 de julio de 1992      | 14 de noviembre de 1995 | Ranasinghe Premadasa     |
| 10 | Amarananda Jayawardena | 15 de noviembre de 1995 | 30 de junio de 2004     | Chandrika Kumaratunga    |
| 11 | Sunil Mendis           | 1 de julio de 2004      | 30 de junio de 2006     | Chandrika Kumaratunga    |
| 12 | Ajith Nivard Cabraal   | 1 de julio de 2006      | 9 de enero de 2015      | Mahinda Rajapaksa        |
| 13 | Arjuna Mahendran       | 26 de enero de 2015     | 30 de junio de 2016     | Maithripala Sirisena     |
| 14 | Indrajit Coomaraswamy  | 2 de julio de 2016      | Presente                | Maithripala Sirisena     |